# Impatiens crassicaudex
Impatiens crassicaudex är en balsaminväxtart som beskrevs av Joseph Dalton Hooker. Impatiens crassicaudex ingår i släktet balsaminer, och familjen balsaminväxter. Inga underarter finns listade i Catalogue of Life.